# صحة الأمهات

## صحة الأم
صحة الأم هي صحة المرأة أثناء مرحلة الحمل والولادة وفترة ما بعد الولادة (النفاس). ويشمل أبعاد الرعاية الصحية لتنظيم الأسرة، ورعاية ما قبل الولادة، وبعد الولادة من أجل ضمان تجربة ايجابية ومرضية في معظم الحالات وتقليل مراضة ووفيات الأمهات في الحالات الأخرى.
هناك أربعة عناصر ضرورية للوقاية من وفيات الأمهات. أولا الرعاية قبل الولادة، حيث يوصى بأن تتلقى الأمهات الحوامل أربع زيارات على الأقل قبل الولادة لفحص ومراقبة صحة الام والجنين.ثانيا، الحضور الماهر للولادة مع وجود احتياطات الطوارئ مثل الأطباء والممرضات والقابلات الذين لديهم مهارة لإدارة الولادات الطبيعية والتعرف على بداية المضاعفات.ثالثا، رعاية التوليد في حالات الطوارئ لمعالجة الأسباب الرئيسية لوفات الأمهات وهي النزيف والإنتان والإجهاض غير الأمن واضرابات ارتفاع ضغط الدم.أخيرا، رعاية ما بعد الولادة وهي الأسابيع الستة التالية للولادة. خلال هذا الوقت، يمكن حدوث نزيف، تعفن الدم، واضطرابات ارتفاع ضغط الدم، وحديثي الولادة يكونون ضعفاء للغاية عقب الولادة مباشرة لذلك زيارات المتابعة من قبل عملاء الصحة وتقييم صحة كل من الأم والطفل يوصى به بشدة.

## العوامل المؤثرة على صحة الأم
- الفقر والحصول على الرعاية الصحية: وفقا لتقرير صندوف الأمم المتحدة للسكان، فان الوضع الاجتماعي والاقتصادي والقواعد والقيم الثقافية والبعد الجغرافي يزيد جميعها من وفيات الأمهات، ويبلغ خطر وفاة الأمهات (أثناء الحمل أو الولادة) في افريقيا جنوب الصحراء الكبرى 175 مرة مما هو عليه في البلدان المتقدمة، وحطر الإصابة بالأمراض المتعلقة بالحمل والنتائج السلبية بعد الولادة أعلى.[3] الفقر وصحة الأم والنتائج بالنسبة للطفل جميعها مترابطة. النساء اللواتي تعشن في المناطق التي تعاني من الفقر أكثر عرضة للإصابة بالسمنة والانخراط في سلوكيات غير صحية مثل تدخين السجائر وتعاطي المخدرات، هم اقل نسبة انخراط أو حتى تلقي رعاية صحية قانونية. ويكونون أكثر عرضة بشكل كبير للنتائج السلبية لكل من الام والطفل. لاحظت دراسة أجريت في كينيا أن مشاكل صحة الأم شائعة في المناطق المنكوبة بالفقر تشمل النزف وفقر الدم وارتفاع ضغط الدم والملاريا واحتباس المشيمة والولادة المبكرة وتسمم الحمل. عموما، تشمل الرعاية الكافية قبل الولادة الرعاية الطبية والخدمات التعليمية الاجتماعية والتغذوية أثناء الحمل. على الرغم من وجود مجموعة متنوعة من الأسباب التي تجعل النساء يختارن عدم المشاركة في رعاية مناسبة قبل الولادة، فإن 71% من النساء ذوات الدخل المنخفض في دراسة وطنية أمريكية واجهن صعوبات في الحصول على الرعاية قبل الولادة عندما طلبن ذلك. صنفت النساء والمراهقات عدم كفاية الموارد المالية ونقص وسائل النقل باعتبارها أكثر الحواجز شيوعا التي تحول دون تلقي الرعاية المناسبة قبل الولادة. يرتبط الدخل بقوة بنوعية الرعاية المقدمة قبل الولادة. في بعض الأحيان، يكون للقرب من مرافق الرعاية الصحية والوصول إلى وسائل النقل آثار كبيرة على ما إذا كانت النساء يحصلن على الرعاية قبل الولادة أم لا.
- احداث موجودة مسبقا فيروس نقص المناعة المكتسبة /الايدز تختلف معدلات الإصابة بفيروس نقص المناعة البشرية في جميع انحاء العالم حيث تتراوح بين 1% و 40% , مع البلدان الأفريقية والأسيوية التي لديها اعلى معدلات، في حين أن الأصابة بفيروس نقص المناعة البشرية لدى الأمهات له اثار صحية على الطفل بشكل كبير، خاصة في البلدات التي يكون فيها مستوى الفقر مرتفعا ومستويات التعليم منخفضة، والإصابة بفيروس نقص المناعة المكتسب (الايدز) أثناء الحمل يمكن أن يسبب مخاطر صحية شديدة للأم.مصدر قلق كبير للنساء الحوامل المصابات بفيروس نقص المناعة البشرية هو خطر الإصابة بالسل و / أو الملاريا، في البلدان النامية.

## الاثار على صحة الطفل ونموه
- رعاية ما قبل الولادة الرعاية قبل الولادة هي جزء مهم من الرعاية الصحية للأم [4] .يوصى ان تتلقى الأمهات الحوامل اربع زيارات على الأقل قبل الولادة، حيث يمكن للعامل الصحي التحقق من علامات اعتلال الصحة، مثل نقص الوزن أو فقر الدم أو العدوى -و مراقبة صحة الجنين [5].خلال هذه الزيارات، يتم تقديم المشورة للنساء حول التغذية والنظافة لتحسين صحتهن قبل الولادة وبعدها. يمكنهم أيضا وضع خطة ولادة تحدد كيفية الوصول إلى الرعاية وماذا تفعل في حالة الطوارئ. قد يساهم الفقر وسوء التغذية وإدمان المخدرات في احداث مشاكل معرفية وحركية وسلوكية في مراحل الطفولة، بمعنى اخر إذا لم تكن الام بحالة صحية مثالية خلال فترة ماقبل الولادة (أي فترة الحمل) يكون الطفل أكثر عرضة لصعوبات صحية أو في النمو أو الموت.
- النفاس أو فترة ما بعد الولادة 
على الصعيد العالمي، تعاني أكثر من 8 ملايين من اصل 136 مليون امراة يلدن كل عام من نزيف مفرط بعد الولادة.[6] هذه الحالة يشار اليها طبيا باسم نزيف ما بعد الولادة.الوفيات الناجمة عن نزيف ما بعد الولادة تؤثر بشكل غير متناسب على النساء في البلدان النامية. لكل ام تموت من أسباب متعلقة بالحمل، يقدر أن 20 إلى 30 يواجهن مضاعفات خطيرة.[5] غالبا ما تحتاج اللواتي نجين من هذه المضاعفات إلى اوقات طويلة للتعافي وقد يواجهن عواقب بدنية ونفسية واجتماعية واقتصادية دائمة. على الرغم من أن هذه المضاعفات لا يمكن التنبؤ بها، الا ان جميعها تقريبا قابلة للعلاج.

## اثار طويلة الأجل على الأم
تشمل مشكلات صحة الأم مضاعفات الولادة التي لاتؤدي إلى الوفاة. لكل امرأة تموت أثناء الولادة، ما يقارب 20 تعاني من العدوى أو الإصابة أو الإعاقة.
توفر الرضاعة الطبيعية للمرأة فوائد عديدة طويلة الأجل. تعرض النسائ اللواتي يرضعن مستويات أفضل من الجلوكوز، وأيض الدهون وضغط الدم ويفقدون وزن الحمل بشكل أسرع من اللواتي لا يفعلن ذلك. بالإضافة إلى ذلك، فان النساء اللواتي يرضعن يتعرضن لمعدلات منخفضة من سرطان الثدي وسرطان المبيض ومرض السكري من النوع الثاني.
ومع ذلك، من المهم ان تضع في اعتبارك أن الرضاعة الطبيعية توفر فوائد كبيرة للنساء غير المصابات بالفيروس.في البلدان التي ترتفع فيها معدلات الإصابة بفيروس نقص المناعة البشرية مثل جنوب افريقيا وكينيا، يعد الفيروس أحد الاسباب الرئيسية لوفاة الأمهات، خاصة لدى الأمهات اللاتي يرضعن رضاعة طبعية. المضاعفات هي ان العديد من الأمهات المصابات بفيروس نقص المناعة المكتسبة لا يستطعن تحمل ثمن حليب الرضيع الجاهز، وبالتالي ليس لديهن وسيلة لمنع انتقال العدوى إلى الطفل من خلال حليب الثدي أو تجنب المخاطر الصحية لأنفسهم. في مثل هذه الحالات، ليس أمام الامهات خيار سوى رضاعة طبيعية بغض النظر عن معرفتهم بالاثار الضارة.

== مراجع ==
1. ↑  منظمة الصحة العالمية
2. ↑  "Your postpartum checkups". www.marchofdimes.org (بالإنجليزية). Archived from the original on 2019-03-31. Retrieved 2019-03-15.
3. ↑  fact sheet-Poormother.pdf "https://www.unfpa.org/sites/default/files/resource-pdf/EN-SRH%20fact%20sheet-Poormother.pdf" (PDF). مؤرشف من الأصل (PDF) في 2015-09-06. {{استشهاد ويب}}: تحقق من قيمة |مسار أرشيف= (مساعدة) وروابط خارجية في |عنوان= (مساعدة)
4. ↑  "Prenatal care and tests". womenshealth.gov (بالإنجليزية). 13 Dec 2016. Archived from the original on 2019-04-18. Retrieved 2019-03-25.
5. 1 2  "Maternal health". www.unfpa.org (بالإنجليزية). Archived from the original on 2019-03-31. Retrieved 2019-03-25.
6. ↑  "Medicines for Maternal Health". www.unfpa.org (بالإنجليزية). Archived from the original on 2019-03-25. Retrieved 2019-03-25.
7. ↑  McIntyre، James؛ Gray، Glenda (26 يناير 2002). "What can we do to reduce mother to child transmission of HIV?". BMJ : British Medical Journal. ج. 324 ع. 7331: 218–221. ISSN:0959-8138. PMC:PMCPMC1122134. PMID:11809646. مؤرشف من الأصل في 2020-09-19. {{استشهاد بدورية محكمة}}: تأكد من صحة قيمة |pmc= (مساعدة) نسخة محفوظة 17 يونيو 2019 على موقع واي باك مشين.